# Romitia juquiaensis
Romitia juquiaensis is een spinnensoort in de taxonomische indeling van de springspinnen (Salticidae).
Het dier behoort tot het geslacht Romitia. De wetenschappelijke naam van de soort werd voor het eerst geldig gepubliceerd in 1995 door María Elena Galiano.